# Josip Diminić
Josip (Bepo) Diminić (Sveti Lovreč Labinski, 17. lipnja 1937. – Labin, 17. svibnja 2019.) bio je hrvatski kipar i grafičar. Bio je profesor kiparstva na Pedagoškom fakultetu u Rijeci. U drvu, kamenu, bronci i obojenoj plastici u početku oblikuje stiliziranu asocijativnu, često erotičnu skulpturu. Od 1980. priklanja se figuraciji i radi keramoskulpture tematski vezane uz ptice, često antropomorfnih oblika. Izveo je spomenike i parkovne skulpture u Labinu, Rijeci, Karlovcu i dr. Objavio više grafičkih mapa. Suosnivač je mnogih hrvatskih likovnih manifestacija i izložaba od čega se posebno ističe Mediteranski kiparski simpozij iz kojeg je nastao Park skulptura Dubrova kraj Labina.

## Životopis
Nakon pučkoškolskog obrazovanja u Svetom Lovreču Labinskom i Labinu, završio je 1957. Školu primijenjene umjetnosti (slikarstvo) u Zagrebu i upisao Akademiju likovnih umjetnosti na kojoj je 1963. diplomirao slikarstvo u klasi Marina Tartaglie.
Već 1955. dobio je prvu nagradu zagrebačkog lista Polet za najbolji crtež, 1959. prvi put je samostalno izlagao akvarele u Malinskoj i Labinu, a 1960. izradio amblem grada Labina. Bio je grafički suradnik lista Raški rudar od 1960. do 1964.
U Labin se vraća 1965. i sljedeće godine u starogradskoj jezgri otvara atelijer. Umjetnički je voditelj ustanove Suvenir Istre od 1966. do 1968. te ravnatelj labinskoga Narodnog muzeja od 1968. do 1969. Od 1966. do 1969. uz slikarstvo se intenzivno bavi keramikom i keramoskulpturom. Godine 1968. idejni je začetnik i suosnivač Labinskih ateliera, umjetničke grupacije koja je postala likovnim fenomenom ondašnje Jugoslavije i koja je Labin iz postrudarske depresije stavila na mapu umjetničkih gradova. Jedan je od osnivača izložbe Ars Histriae.
Godine 1970. imenovan je tajnikom Stručnog savjeta Mediteranskoga kiparskog simpozija (MKS) u Dubrovi kod Labina, koji je osnovan 1969. prema njegovoj zamisli. Za predsjednika stručnog savjeta MKS-a imenovan je 1992., a paralelno rukovodi i Ljetnom studentskom kiparskom školom Montraker u Vrsaru. Prema njegovoj zamisli nastala je Bijela cesta koja vodi kroz MKS, tj. Park skulptura u Dubrovi, rađena u kamenu i djelo je skupine istaknutih umjetnika (svaki je umjetnik imao rješenje za svoju dionicu dugu 25 metara). Godine 1999. postao je članom Međunarodne umjetničke udruge Art addiction.
Od 1979. je docent, a od 1984. do 2007. redoviti profesor na Odsjeku za likovnu umjetnost Filozofskog fakulteta u Rijeci, odnosno od 2005. na Akademiji primijenjenih umjetnosti u Rijeci, čiji je bio suosnivač. Od 2008., kada je umirovljen, nosio je zvanje profesora emeritusa.
Kiparstvom se bavio kontinuirano od 1970-ih. Osim u kamenu, radio je u obojenom fiberglasu i drvu. Sudjelovao je u radu više kiparskih kolonija u zemlji i inozemstvu. Kao kipar, slikar i grafičar imao je više od 120 samostalnih izložbi i sudjelovao na više od 400 skupnih. Izlagao je u gotovo svim istarskim gradovima, diljem Hrvatske i u inozemstvu. Oblikovao je brojne spomenike i skulpture u javnim prostorima Istre, Rijeke, Primorja i drugdje: amfiteatar u MKS-u u Dubrovi, Istarski vol ispred hotela Parentium kraj Poreča, spomenik borcima NOR-a u Trgetu, Jela u Delnicama, Kruha i ploda u Slovenj Gradecu, Uzlet 1 u Karlovcu (1984. – 1985.), Obluci – varijanta A u parku hotela Maestral u Novigradu, Nar na Gradskom trgu u Rovinju, Ptica na Zemljinoj kugli i Ptice dolazeće i odlazeće u Labinu, spomenik poginulim hrvatskim braniteljima u Rijeci, skulptura sv. Nikole u Kraljevici itd.
Ilustrirao je nekoliko knjiga istaknutih hrvatskih pjesnika. Autor je 11 grafičkih mapa. Od 1975. do 1984. godine bio je član reprezentativne grupe autora Galerije Forum u Zagrebu. Autor je skulpture-nagrade Ptica na prstenac za pobjednika Trke na prstenac u Barbanu, Arene pulskog filmskog festivala i prvog Kiklopa – godišnje nagrade Pulskog sajma knjiga. Čest motiv u Diminićevim radovima, posebice od 1982. naovamo, su ptice i ljudi-ptice, prema njegovim riječima – simboli slobode.
O njemu su objavljene monografije: Vlado Bužančić, Diminić (Rijeka 1982.); Vlado Bužančić i Mladenka Šolman, Josip Diminić (Zagreb 2000.) te Josip Diminić – Rišem i pišem s oko tisuću crteža i stotinjak umjetnikovih pisanih misli i bilješki (urednik Nikola Perić, Karlovac 2012.).
Diminić je dobitnik dvadesetak likovnih nagrada i priznanja, između ostalog, izvedbene nagrade za skulpturu Slavoluk novih urbanih prostora na Zagrebačkom salonu (1978.), otkupne nagrade na VII. međunarodnoj izložbi originalnog crteža u Rijeci (1980.), nagrade za skulpturu na IV. jesenjem salonu u Dubrovniku (1982.) i na VII. izložbi Saveza udruženja likovnih umjetnika Jugoslavije (Skoplje 1981.). Za umjetnički rad dobio je nagrade „Mijo Mirković” (1972.) i „Josip Račić” (1976.), nagradu "Istriana" za istarsku osobu godine u oblasti kulture (2010.), a posmrtno Nagradu za životno djelo Grada Labina (2019.).